# Ceryx semihyalina
Ceryx semihyalina är en fjärilsart som beskrevs av Kirby 1896. Ceryx semihyalina ingår i släktet Ceryx och familjen björnspinnare. Inga underarter finns listade i Catalogue of Life.